# دوري هونغ كونغ الدرجة الأولى

## دوري هونغ كونغ الدرجة الأولى
دوري هونغ كونغ الدرجة الأولى (بالإنجليزية: Hong Kong First Division League) هو الدوري الكروي الرسمي الثاني في منطقة هونغ كونغ، ويُعد من أقدم الدوريات في آسيا، حيث تأسس عام 1908. لعب الدوري دورًا محوريًا في تطور كرة القدم في هونغ كونغ قبل إنشاء دوري الدرجة الممتازة في 2014، حيث أصبح الدوري الدرجة الثانية في هيكل المسابقات المحلية.

### التاريخ
تأسس الدوري في بداية القرن العشرين ضمن فترة الانتداب البريطاني على هونغ كونغ، وشهد تطورًا تدريجيًا ليصبح البطولة الرسمية الأولى في المنطقة. استمر دوري الدرجة الأولى حتى عام 2014 عندما تم إطلاق دوري الدرجة الممتازة (Hong Kong Premier League) كأعلى درجة في النظام، وتحولت الدرجة الأولى إلى الدرجة الثانية.
شهدت حقبة ما قبل 2014 تنافسًا قويًا بين فرق عريقة مثل ساوث تشاينا، كيتشي، وورنجرز، حيث شكلت البطولة الساحة الرئيسية لكرة القدم في المنطقة لأكثر من مئة عام.

### نظام البطولة
يتكون الدوري من عدة فرق (عادة بين 10-14 فريقًا) تتنافس بنظام الدوري الكامل ذهابًا وإيابًا، حيث يتأهل الفريق الفائز أو الفريقان الأعلى إلى دوري الدرجة الممتازة، بينما تهبط الفرق الأدنى إلى دوري الدرجة الثانية.
يُمنح كل فريق ثلاث نقاط عن الفوز، نقطة عن التعادل، وصفر نقطة عن الخسارة، ويتحدد ترتيب الفرق وفقًا لنقاطهم في نهاية الموسم.

### الفرق المشاركة
شهد الدوري مشاركة فرق معروفة تاريخيًا في كرة هونغ كونغ مثل:
- ساوث تشاينا: أكثر الفرق تتويجًا في تاريخ الدوري.
- كيتشي: فريق له شعبية واسعة وأداء قوي.
- رينجرز
- هاربور
- شاتين

تتنوع الفرق بين أندية احترافية وأندية يمثلها مؤسسات محلية.

### الأثر والتأثير
ساهم دوري الدرجة الأولى على مدى أكثر من قرن في تنمية كرة القدم في هونغ كونغ، كما كان منصة للعديد من اللاعبين المحليين والدوليين لإظهار مهاراتهم. ويعتبر الدوري قاعدة أساسية لصعود الفرق إلى الدرجة الممتازة وتطوير المواهب الشابة.

### التحديات
يواجه الدوري تحديات عدة، منها:
- التمويل المحدود مقارنة بالدوريات العالمية.
- قلة حضور الجماهير بسبب المنافسة مع الدوريات الأجنبية.
- الحاجة إلى تحسين البنية التحتية الرياضية.

### تطورات حديثة
مع إنشاء دوري الدرجة الممتازة، تم إعادة هيكلة كرة القدم في هونغ كونغ لتطوير الاحترافية وزيادة جودة المنافسات. تعمل السلطات الرياضية على دعم الفرق في الدرجة الأولى لتوفير بيئة تنافسية صحية ومساعدة الفرق في الصعود.

### الإحصائيات
| الموسم  | البطل       |
| ------- | ----------- |
| 2013–14 | ساوث تشاينا |
| 2012–13 | ساوث تشاينا |
| 2011–12 | ساوث تشاينا |
| 2010–11 | ساوث تشاينا |
| 2009–10 | كيتشي       |